# 博格德內什蒂鄉 (瓦斯盧伊縣)
46°27′N 27°43′E / 46.450°N 27.717°E
博格德內什蒂鄉（羅馬尼亞語：Comuna Bogdănești, Vaslui），是羅馬尼亞的鄉份，位於該國東北部，由瓦斯盧伊縣負責管轄，面積73平方公里，海拔高度162米，2007年人口3,480，人口密度每平方公里48人。

## 友好城市
- 法國 让利斯